# 西慶子
西 慶子（にし けいこ、1977年〈昭和52年〉4月16日 - ）は日本の女優。大阪府出身。所属事務所はイイジマルームを経てエンノ。
日本大学藝術学部演劇学科卒業。1999年劇団虎のこ旗揚げに参加しデビュー。同劇団のほとんどの公演に出演しており、舞台中心に活動中。夫は俳優の福澤重文。

## 出演

### テレビドラマ
2006年
- 愛の劇場『吾輩は主婦である』（TBS） - 不良主婦・あいこ 役（セミレギュラー）
- 月曜ゴールデン『自治会長・糸井緋芽子社宅の事件簿8』（TBS） - （セミレギュラー）
- 『富豪刑事DX』 最終回（テレビ朝日） - 高沢恵理子 役
- 土曜ドラマ『魂萌え!』（NHK）
- 世にも奇妙な物語'06秋の特別篇『部長OL』（フジテレビ）

2007年
- 『母親失格』（東海テレビ）
- 『きらきら研修医』（TBS）
- 『花より男子2』（TBS）
- 土曜ワイド劇場『鉄道捜査官8』（テレビ朝日） ‐ 高橋澄江

2008年
- 『貧乏男子 ボンビーメン』（日本テレビ）
- 『花衣夢衣』（東海テレビ） - （セミレギュラー）
- 月曜ゴールデン『弁護士 高見沢響子9』（TBS）
- 『Cafe吉祥寺で』（テレビ東京） - 霊媒師：笠折朝子 役 （レギュラー）

2009年
- 『黒部の太陽』（フジテレビ） - ホステス 役
- 『名探偵の掟』 第1回（テレビ東京） - 壁神麗子 役
- 『7万人探偵ニトベ』 第6回（BS朝日）
- 『二重裁判』（TBS）

2010年
- 『うぬぼれ刑事』（TBS） - 婦警：南 役（レギュラー）
- 『いぬのおまわりさん』（TBS）

2011年
- 『告発〜国選弁護人』 第2話（テレビ朝日）
- 『さくら心中』（東海テレビ） - 外村由佳子 役
- 『バーテンダー』（テレビ朝日） - 桜寿 役（レギュラー）
- 『アスコーマーチ〜明日香工業高校物語〜』 第5話（テレビ朝日）
- 月曜ゴールデン『緑川警部 VS 殺人トランプ』（TBS）
- 『花嫁のれん 第2シリーズ』（東海テレビ） - 寺内弘美 役

2012年
- 『Oh!デビー』 第1話（BSスカパー）
- 『ドラマ24撮らないで下さい!グラビアアイドル裏物語』（テレビ東京）
- 『聖なる怪物たち』 第1話（テレビ朝日） - 太田由紀 役
- 月曜ゴールデン『湯けむりバスツアー 桜庭さやかの事件簿4』（TBS） - 浦松信江 役
- 春のヒューマンドラマSP『奇跡のホスピス』（毎日放送・TBS）
- 『恋愛検定』 第3話（NHK） - 八木奈智美 役
- 『プラチナタウン』（WOWOW）

2013年
- 『新・ミナミの帝王』（関西テレビ） - 桃子 役
- 『空飛ぶ広報室』 第6話（TBS） - 浅野 役
- 『潜入探偵トカゲ』 第6話（TBS） - 佐々木志穂 役
- 『斉藤さん2』 第5話（日本テレビ） - 看護婦 役
- 『松本清張スペシャル 顔』（フジテレビ）
- 『白衣のなみだ』（東海テレビ） - 野上優美子 役
- プレミアムよるドラマ『お父さんは二度死ぬ』（6月1日 - 6月22日、NHKBSプレミアム） - 柳田刑事 役
- 『イソベン・里村タマミの事件簿2』 - 相川奈緒 役
- 『女医・倉石祥子2』 - 金井節子 役
- 『東京バンドワゴン〜下町大家族物語』 第5話（日本テレビ） - 上本希美子 役
- 刑事のまなざし 第1話・第5話（10月7日・11月4日、TBS） - 近所の主婦 役[4]

2014年
- 『花嫁のれん 第3シリーズ』（東海テレビ） - 寺内弘美 役
- 『天誅〜闇の仕置人〜』 第6話（フジテレビ）
- 『マルホの女〜保険犯罪調査員〜』 第2話（テレビ東京） - 中沢恭子 役

2015年
- 『花嫁のれん 第4シリーズ』（東海テレビ） - 寺内弘美 役
- 『プラチナエイジ』（東海テレビ） - 岩村由美 役
- 『5→9〜私に恋したお坊さん〜』 第1話（フジテレビ）
- 『別れたら好きな人』（東海テレビ） - 久保田江梨子 役
- 『デザイナーベイビー - 速水刑事、産休前の難事件 -』（NHK）

2016年
- 『鼠、江戸を疾る2』 第1話（NHK） - お佳代 役
- 『ドクター調査班〜医療事故の闇を暴け〜』 第2話 - 中里浩子 役
- 『家売るオンナ』（日本テレビ） - 半田かおり 役

2017年
- 『監獄のお姫さま』（TBS） - 受刑者 役

2018年
- 『相棒』（テレビ朝日） ‐ 岡野広子 役
- 『CHIEF〜警視庁IR分析室〜』-　弁当屋の店員 役
- 『いつまでも白い羽根』 - 林看護師 役
- 『健康で文化的な最低限度の生活』第6話（関西テレビ） - 三田早貴子 役

2019年
- 関西テレビ開局60周年特別ドラマ「BRIDGE はじまりは1995.1.17神戸」（1月15日、関西テレビ）- 但馬ハル 役

2023年
- 『初恋、ざらり』（テレビ東京） - 向井香織 役
- 『ブラックポストマン』第3話（テレビ東京） - 遠藤和美 役[5]

2024年
- 新宿野戦病院 第3話（7月17日、フジテレビ） - 犬居靖子 役[6]

### 映画
2007年
- 『同窓会』
- 『舞妓Haaaan!!!』
- 『笑ひ教』

2010年
- 『交渉人 THE MOVIE』

2012年
- 『麒麟の翼 〜劇場版・新参者〜』

### 舞台

#### 劇団虎のこ
2004年
- 『ゾンビック』
- 『90〜キュージュー』
- 『サムリーマン』

2005年
- 『銀座ラブダンディ』
- 『ゲーゲーの恋・ゾンビック』

2006年
- 『time trouble 齢30』
- 『サムリーマン弐の巻〜際立つ哉窓際の山田さん〜』
- 『善人アパートメント』

2007年
- 『time trouble 齢30』（再演）
- 『おんな』
- 『死してなお飛ぶラブダンディー』

2008年
- 『サムリーマン　ト音記号』

2009年
- 『金鶏郷に死出虫は嗤う』
- 『悪魔のセバスチャンと天才演出家』
- 『おんな』（再演）

2010年
- 『幻の愛妻』
- 『北村メーカー』

2011年
- 『新宿ラブプリティ』
- 『完璧なママ』

2012年
- 『北村メーカー』（再演）

#### 客演
2002年
- シアターリパブリック主催『E-1 グランプリ』6回戦に虎のこ内ユニット‘虎女’で出場し優勝。
- 劇団東京セレソンDX『WHAT A WONDERFUL LIFE!』
- 劇団東京セレソンDX『口笛』

2003年
- 劇団東京セレソンDX『WHAT A WONDERFUL LIFE!』（再演）

2004年
- 劇団東京セレソンDX『歌姫』

2005年
- 劇団東京セレソンDX『口笛』（再演）

2006年
- 劇団東京セレソンDX『ザ・福袋』

2007年
- 劇団東京セレソンDX『歌姫』（再演）
- 東京グローブ座『忘れられない人』（宮田慶子・演出）

2009年
- 東京グローブ座『コール』（大木綾子・演出）

2010年
- 赤坂RED THEATER『神様に一番近い場所』

2011年
- CAP企画『東尋坊〜命の番人〜』

### CM
- 再春館製薬所ドモホルンリンクル

### 新聞
- 朝日新聞テレビフェイス（2011年2月11日）